# Barend Courbois

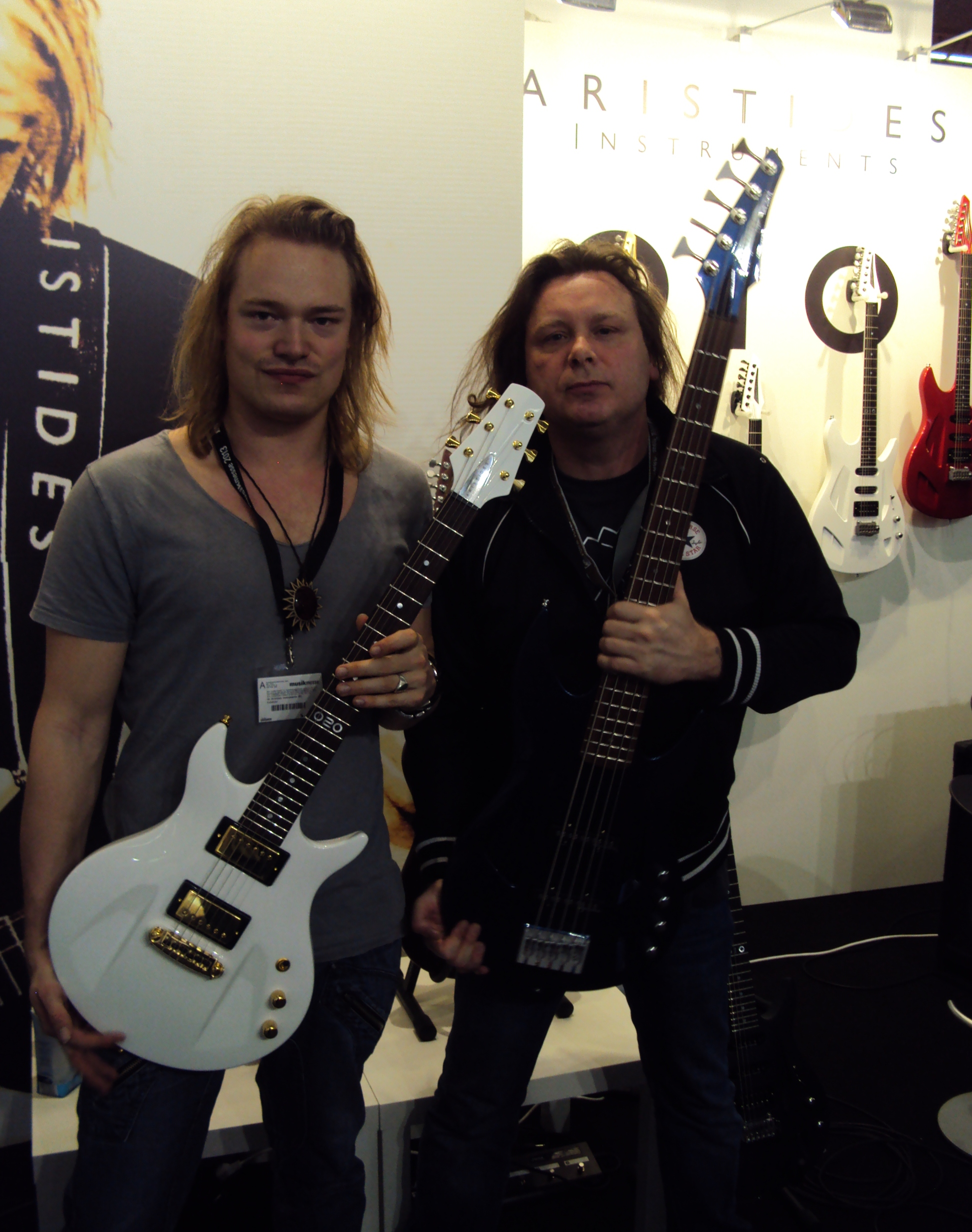
Barend Courbois (rechts) en Timo Somers

Barend Courbois (Oosterbeek, 13 juli 1967) is een Nederlandse bassist en componist. Hij is de zoon van jazzdrummer Pierre Courbois. Courbois begon op een leeftijd van 11 jaar muziek maken. Na een beginperiode op de drums, besloot hij bas te gaan spelen. Hij heeft in vele verschillende bands gespeeld, onder andere: Bert Heerink, Biss, Hammerhead, Perfect Strangers, Vengeance, Blind Guardian en Whistler Courbois Whistler. Sinds maart 2021 is hij de bassist van Julian Sas en Michael Schenker. 
In 1996 bracht Courbois zijn soloalbum uit onder de naam 'Tunes For A Friend'.